# Speleoterapia
La speleoterapia è un trattamento terapeutico basato sull'esplorazione di grotte naturali, al fine di curare le alcune malattie del tratto respiratorio, in particolare l'asma. Ultimamente se ne è supposto un utilizzo finalizzato al trattamento di alcune malattie psicologiche, quali depressione e diverse fobie.
Nel primo caso la speleoterapia ha visto un diffuso utilizzo soprattutto in est Europa.
Non vi sono ad oggi studi dotati di una ragionevole qualità metodologica.
Vi sono tre grossi studi, per un totale di 124 bambini asmatici, che riportano benefici a corto termine.